# Nils Persson
Nils August Persson (ur. 11 lutego 1879 w Sztokholmie, zm. 4 lutego 1941 tamże) – szwedzki żeglarz, olimpijczyk, zdobywca srebrnego medalu w regatach na Letnich Igrzyskach Olimpijskich w 1912 roku w Sztokholmie.
Na Letnich Igrzyskach Olimpijskich 1912 zdobył srebro w żeglarskiej klasie 12 metrów. Załogę jachtu Erna Signe tworzyli również Hugo Sällström, Erik Lindqvist, Nils Lamby, Sigurd Kander, Folke Johnson, Hugo Clason, Kurt Bergström, Dick Bergström i Per Bergman.